# Cape Canaveral Space Force Station

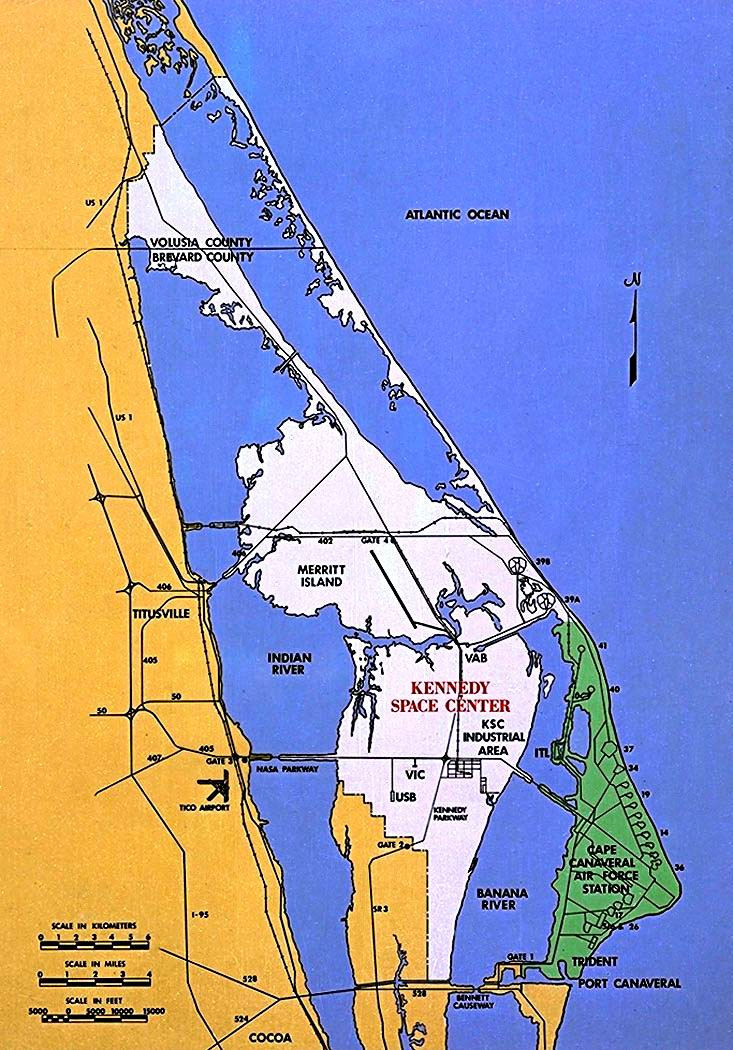
Cape Canaveral Space Force Station (tmavozelená)

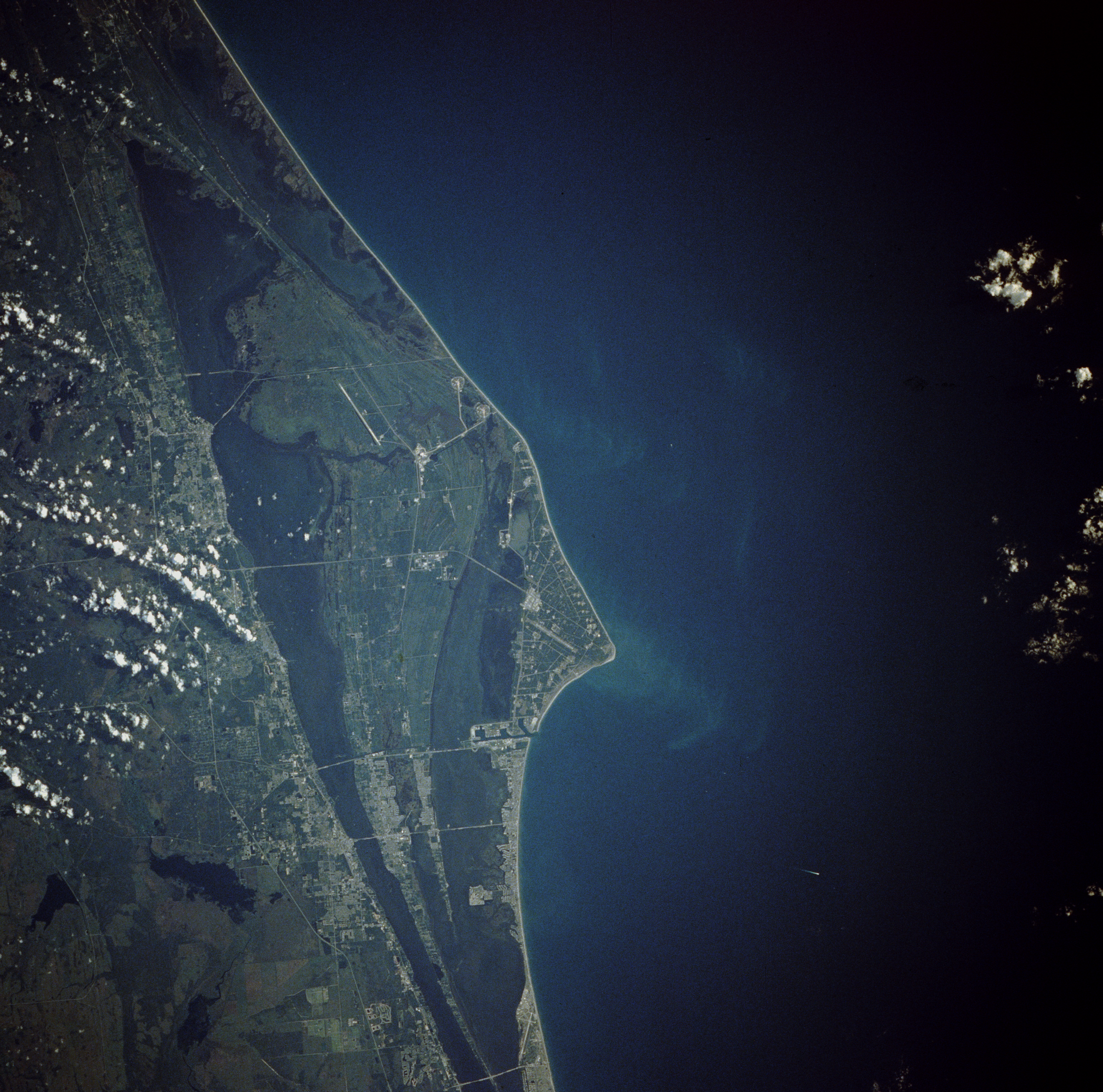
Cape Canaveral z vesmíru

Cape Canaveral Space Force Station (též Cape Canaveral SFS), dříve Cape Canaveral Air Force Station (též Cape Canaveral AFS), je základna Vesmírných sil Spojených států amerických, určená pro starty kosmických nosičů Ministerstva obrany USA na východním pobřeží. Nachází se na ostrově Merritt na mysu Canaveral ve státu Florida a podléhá Patrick Space Force Base, domovu 45. vesmírného křídla. Základna sousedí s Kennedyho vesmírným střediskem a původně do roku 2020 spadala pod americké letectvo.

## Umístění a jméno
Základna je jižní polovinou americké základny Eastern Test Range, vybudovanou na východním pobřeží Floridy poblíž městečka Titusville. Místo toho označení se častěji používá jméno Cape Canaveral, v letech 1963 až 1972 Cape Kennedy.

## Historie
Tuto oblast využívá vláda Spojených států už od roku 1949, kdy prezident Truman založil na mysu Canaveral Joint Long Range Proving Grounds pro testování raketových střel. Místo je pro tento účel ideální, protože dovoluje vypouštět rakety nad Atlantský oceán a je nejblíže ze všech oblastí Spojených států k rovníku, což umožňuje využít odstředivou sílu zemské rotace při startech raket.
Provoz střelnice byl zahájen 24. července 1950 vypuštěním ukořistěné německé rakety A-4 (V-2).
V roce 1951 na nedaleké základně Banana River Naval Air Station U.S. Air Force založili Air Force Missile Test Center. Na Cape Canaveral AFS probíhaly testy pro balistické rakety Redstone, Jupiter, Pershing, Polaris, Thor, Atlas, Titan a Minuteman. Skupina startovacích ramp pro rakety Titan (LC-15, 16, 19, 20) a rakety Atlas (LC-11, 12, 13, 14) vybudovaných na pobřeží Atlantského oceánu vytvořila v 60. letech 20. století tzv. Missile Row.
První americký suborbitální let se uskutečnil 1. května 1957 právě z Cape Canaveral AFS. Pokus následovat sovětský Sputnik 1 a vynést první americkou družici do vesmíru však 6. prosince téhož roku selhal. Po založení NASA v roce 1958 posádka základny vypouštěla rakety i pro tuto organizaci. Raketa Delta postavená na základě rakety Thor 10. července 1962 vynesla první soukromou telekomunikační družici Telstar 1. První lety s lidskou posádkou pro NASA programy Mercury a Gemini startovaly ze startovacích ramp LC-5, LC-14 a LC-19.
Jižně od Kennedyho vesmírného střediska byly vybudovány startovací rampy 40 a 41 pro těžké nosiče Titan III a Titan IV. Raketa Titan III měla přibližně stejnou nosnost jako Saturn IB, ale výrazně nižší cenu. Tyto rampy se používaly na vynášení špionážních, komunikačních a meteorologických družic a pro meziplanetární mise NASA. US Air Force též plánovaly dva nezávislé lety s lidskou posádkou, které by také startovaly z těchto ramp. Bylo to orbitální raketové letadlo Boeing X-20 Dyna-Soar (zrušené v roce 1963) a Manned Orbiting Laboratory, kosmická špionážní stanice s lidskou posádkou (zrušená v roce 1969). V letech 1974 až 1977 vypustila NASA pomocí výkonného nosiče Titan-Centaur ze startovací rampy 41 sondy Viking a Voyager. Tato rampa se stala hlavní pro nepilotovanou nosnou raketu Titan IV.
Startovací rampy LC-37 a LC-41 byly přestavěny pro starty raket Delta IV a Atlas V. Tyto nové nosné rakety nahradí všechny předcházející rakety Delta, Atlas a Titan.
Dne 9. prosince 2020 byla základna změněna z letecké na základnu vesmírných sil.